# Sainte-Élizabeth-de-Warwick
Pour les articles homonymes, voir Élisabeth.
Sainte-Élizabeth-de-Warwick est une municipalité du Québec située dans la municipalité régionale de comté d'Arthabaska et la région administrative du Centre-du-Québec.

## Toponymie
Elle est nommée en l'honneur d'Elisabeth de Hongrie.

## Histoire
La municipalité de la paroisse de Sainte-Élisabeth-de-Warwick a été constitué le 18 mai 1887.
« Le 2 février 2008, la municipalité de la paroisse de Sainte-Élisabeth-de-Warwick devenait la municipalité de Sainte-Élizabeth-de-Warwick »,,.

## Géographie
La municipalité est située dans le canton de Warwick principalement dans la partie ouest du rang IV.

## Démographie
| 1996 | 2001 | 2006 | 2011 | 2016 | 2021 |
| ---- | ---- | ---- | ---- | ---- | ---- |
| 431  | 400  | 368  | 374  | 372  | 383  |

## Administration
Les élections municipales se font en bloc pour le maire et les six conseillers.
| Sainte-Élizabeth-de-Warwick Maires depuis 2001                                                                       |                  |         |          |
| Élection | Maire            | Qualité | Résultat |
| 2001 | Christian Martel |         | Voir     |
| 2005 | Christian Martel | Voir    |          |
| 2009 | Luc Le Blanc     |         | Voir     |
| 2013 | Luc Le Blanc     | Voir    |          |
| 2017 | Jeannine Moisan  |         | Voir     |
| 2017 | Jeannine Moisan  | Voir    |          |
| 2021 | Claire Rioux     |         | Voir     |
| Élection partielle en italique Depuis 2005, les élections sont simultanées dans toutes les municipalités québécoises |                  |         |          |

## Économie
L'agriculture, et en particulier la production laitière constitue la principale activité économique de cette communauté.
En 2024, la Fromagerie du Presbytère a investi 2M$ dans l'agrandissement de celle-ci afin de doubler sa production. La popularité de la fromagerie lui a permis d'investir cet argent pour mieux servir leurs clients qui sont de plus en plus nombreux.

## Édifice
L'église catholique de Sainte-Élizabeth est l'édifice le plus imposant du village. Sa paroisse est rattachée au diocèse de Nicolet.